# Équipe d'Estonie de football
Cet article traite de l'équipe masculine. Pour l'équipe féminine, voir Équipe d'Estonie féminine de football.
Maillots
Actualités
L'équipe d'Estonie de football est l'équipe nationale qui représente l'Estonie lors des compétitions internationales masculines de football, sous l'égide de la Fédération d'Estonie de football. Elle consiste en une sélection des meilleurs joueurs estoniens.
À la suite du match amical du 5 mars 2014 contre l'équipe de Gibraltar, l'équipe d'Estonie est la seule à avoir rencontré les 53 autres nations que compte l'UEFA jusqu'à l'admission du Kosovo, dernier membre de l'UEFA admis le 3 mai 2016, contre laquelle elle n'a encore disputé aucune rencontre,,.

## Palmarès
L'Estonie ne s'est encore jamais qualifiée pour une phase finale d'une compétition majeure de football. Le 11 octobre 2011, elle se qualifie pour les barrages de l'Euro 2012 en terminant deuxième de son groupe de qualifications, derrière l'Italie mais devant la Serbie. Inexpérimentée, elle est lourdement battue par l'Irlande à domicile lors du match aller (0-4) et ne peut inverser la tendance au retour à l'extérieur (1-1). C'est à ce jour son meilleur parcours durant une phase qualificative de Coupe du monde ou d'un Championnat d'Europe. Elle dispute à nouveau les barrages lors des éliminatoires de l'Euro 2024 à la faveur de sa position de meilleur vainqueur de groupe en Ligue D de Ligue des nations 2022-2023, mais elle est surclassée à l'extérieur par la Pologne (1-5) après avoir été rapidement réduite à 10 lors des demi-finales de barrages de la voie A.

### Parcours enCoupe du monde
| Année | Position                      |      | Année                         | Position |                       | Année | Position |
| 1930  | Non inscrite                  | 1974 | Membre de l' Union soviétique | 2010     | Non qualifiée         |       |          |
| 1934  | Non qualifiée                 | 1978 | Membre de l' Union soviétique | 2014     | Non qualifiée         |       |          |
| 1938  | Non qualifiée                 | 1982 | Membre de l' Union soviétique | 2018     | Non qualifiée         |       |          |
| 1950  | Membre de l' Union soviétique | 1986 | Membre de l' Union soviétique | 2022     | Non qualifiée         |       |          |
| 1954  | Membre de l' Union soviétique | 1990 | Membre de l' Union soviétique | 2026     | Éliminatoire en cours |       |          |
| 1958  | Membre de l' Union soviétique | 1994 | Non qualifiée                 | 2030     | À venir               |       |          |
| 1962  | Membre de l' Union soviétique | 1998 | Non qualifiée                 | 2034     | À venir               |       |          |
| 1966  | Membre de l' Union soviétique | 2002 | Non qualifiée                 |          |                       |       |          |
| 1970  | Membre de l' Union soviétique | 2006 | Non qualifiée                 |          |                       |       |          |

### Parcours enChampionnat d'Europe
| Année | Position                      |      | Année                         | Position |               | Année | Position |
| 1960  | Membre de l' Union soviétique | 1988 | Membre de l' Union soviétique | 2016     | Non qualifiée |       |          |
| 1964  | Membre de l' Union soviétique | 1992 | Membre de l' Union soviétique | 2020     | Non qualifiée |       |          |
| 1968  | Membre de l' Union soviétique | 1996 | Non qualifiée                 | 2024     | Non qualifiée |       |          |
| 1972  | Membre de l' Union soviétique | 2000 | Non qualifiée                 | 2028     | À venir       |       |          |
| 1976  | Membre de l' Union soviétique | 2004 | Non qualifiée                 | 2032     | À venir       |       |          |
| 1980  | Membre de l' Union soviétique | 2008 | Non qualifiée                 |          |               |       |          |
| 1984  | Membre de l' Union soviétique | 2012 | Non qualifiée                 |          |               |       |          |

### Parcours enLigue des nations de l'UEFA
| Édition   | Ligue | Phase de Groupe | Phase de Groupe | Phase de Groupe | Phase de Groupe | Phase de Groupe | Phase de Groupe | Phase de Groupe | Phase finale | Phase finale | Phase finale | Phase finale | Phase finale | Phase finale | Phase finale | Phase finale |
| Édition   | Ligue | Class.          | M               | V               | N               | D               | BP              | BC              | Pays hôte    | Résultat     | M            | V            | N            | D            | BP           | BC           |
| --------- | ----- | --------------- | --------------- | --------------- | --------------- | --------------- | --------------- | --------------- | ------------ | ------------ | ------------ | ------------ | ------------ | ------------ | ------------ | ------------ |
| 2018-2019 | C     | 4/4             | 6               | 1               | 1               | 4               | 4               | 8               | 2019         | Inéligible   | Inéligible   | Inéligible   | Inéligible   | Inéligible   | Inéligible   | Inéligible   |
| 2020-2021 | C     | 4/4             | 6               | 0               | 3               | 3               | 5               | 9               | 2021         | Inéligible   | Inéligible   | Inéligible   | Inéligible   | Inéligible   | Inéligible   | Inéligible   |
| 2022-2023 | D     | 1/3             | 4               | 4               | 0               | 0               | 10              | 2               | 2023         | Inéligible   | Inéligible   | Inéligible   | Inéligible   | Inéligible   | Inéligible   | Inéligible   |
| 2024-2025 | C     | 3/4             | 6               | 1               | 1               | 4               | 3               | 9               | 2025         | Inéligible   | Inéligible   | Inéligible   | Inéligible   | Inéligible   | Inéligible   | Inéligible   |
| Total     | Total | Total           | 22              | 6               | 5               | 11              | 22              | 28              | Total        | Total        | 0            | 0            | 0            | 0            | 0            | 0            |

## Sélection actuelle

### Joueurs appelés récemment
Cette liste représente les joueurs appelés en équipe nationale les douze derniers mois.
Gardiens
- Marko Meerits
- Mihkel Aksalu

Défenseurs
- Märten Kuusk
- Sander Puri
- Maksim Paskotši
- Michael Lilander
- Marco Lukka
- Ragnar Klavan

Milieux
- Mattias Käit
- Vladislav Kreida
- Markus Poom

Attaquants
- Mark Anders Lepik
- Rauno Alliku

## Sélectionneurs
Les sélectionneurs en italique ont assuré l'intérim.
Mis à jour le 19 juin 2025.
| Sélectionneur                                      | Période   | Matchs | Gagnés | Nuls | Perdus | Gagnés % |
| -------------------------------------------------- | --------- | ------ | ------ | ---- | ------ | -------- |
| Aucun                                              | 1920-1923 | 10     | 2      | 3    | 5      | 20       |
| Ferenc Kónya                                       | 1924      | 7      | 0      | 0    | 7      | 0        |
| Ferenc Nagy                                        | 1925-1926 | 9      | 4      | 3    | 2      | 44,44    |
| Antal Mally                                        | 1927      | 4      | 3      | 0    | 1      | 75       |
| Aucun                                              | 1927-1929 | 12     | 3      | 4    | 5      | 25       |
| Friedrich Kerr                                     | 1930      | 6      | 1      | 1    | 4      | 16,67    |
|                                                    | 1931-1940 | 59     | 16     | 13   | 30     | 27,11    |
| Aucun sélectionneur et aucun match de 1940 à 1992. |           |        |        |      |        |          |
| Uno Piir                                           | 1992-1993 | 19     | 2      | 4    | 13     | 10,52    |
| Roman Ubakivi                                      | 1994-1995 | 22     | 0      | 1    | 21     | 0        |
| Aavo Sarap                                         | 1995      | 2      | 0      | 0    | 2      | 0        |
| Teitur Thórdarson                                  | 1996-1999 | 57     | 13     | 17   | 27     | 22,8     |
| Tarmo Rüütli                                       | 1999-2000 | 8      | 4      | 2    | 2      | 50       |
| Aivar Lillevere                                    | 2000      | 2      | 0      | 0    | 2      | 0        |
| Arno Pijpers                                       | 2000-2004 | 55     | 16     | 14   | 25     | 29,09    |
| Jelle Goes                                         | 2004-2007 | 29     | 5      | 6    | 18     | 17,24    |
| Viggo Jensen                                       | 2007      | 8      | 2      | 2    | 4      | 25       |
| Tarmo Rüütli                                       | 2008-2013 | 79     | 24     | 16   | 39     | 30,37    |
| Magnus Pehrsson                                    | 2014-2016 | 33     | 11     | 8    | 14     | 33,33    |
| Martin Reim                                        | 2016-2019 | 36     | 13     | 8    | 15     | 36,11    |
| Karel Voolaid                                      | 2019-2020 | 14     | 0      | 4    | 10     | 0        |
| Thomas Häberli                                     | 2021-2024 | 38     | 11     | 8    | 19     | 28,94    |
| Martin Reim                                        | 2021      | 3      | 0      | 0    | 3      | 0        |
| Jürgen Henn                                        | 2024-     | 10     | 2      | 1    | 7      | 20       |

## Records
Chiffres au 7 juin 2025.
| Joueurs les plus capés | Joueurs les plus capés | Joueurs les plus capés | Joueurs les plus capés |
| Sélections             | Joueur                 | Période                | Buts                   |
| ---------------------- | ---------------------- | ---------------------- | ---------------------- |
| 157                    | Martin Reim            | 1992-2009              | 14                     |
| 154                    | Konstantin Vassiljev   | 2006-2024              | 26                     |
| 143                    | Marko Kristal          | 1991-2005              | 9                      |
| 134                    | Andres Oper            | 1995-2014              | 38                     |
| 127                    | Ragnar Klavan          | 2003-                  | 3                      |

## Statistiques

### Nations rencontrées
L'équipe d'Estonie a rencontré l'ensemble des nations que compte l'UEFA à l'exception du Kosovo.

### Adversaires les plus fréquents
Du fait de la Coupe baltique de football, l'Estonie a rencontré énormément de fois la Lettonie et la Lituanie
Le tableau a été mis à jour le 17 novembre 2024
| Adversaire  | Joués | Victoires | Matchs nuls | Défaites | Buts pour | Buts contre | Différence |
| ----------- | ----- | --------- | ----------- | -------- | --------- | ----------- | ---------- |
| Lettonie    | 63    | 11        | 23          | 29       | 65        | 100         | -35        |
| Lituanie    | 60    | 23        | 11          | 26       | 90        | 90          | 0          |
| Finlande    | 37    | 10        | 10          | 17       | 44        | 77          | -33        |
| Suède       | 23    | 0         | 3           | 20       | 18        | 70          | -52        |
| Andorre     | 12    | 12        | 0           | 0        | 28        | 5           | +23        |
| Azerbaïdjan | 12    | 4         | 6           | 2        | 12        | 9           | +3         |
| Belgique    | 10    | 1         | 0           | 9        | 8         | 32          | -24        |
| Chypre      | 10    | 2         | 4           | 4        | 8         | 13          | -5         |
| Pologne     | 10    | 1         | 1           | 8        | 5         | 23          | -18        |

### Classements FIFA
L'Estonie a connu son meilleur classement FIFA en mars 2012 en atteignant la 47e place. Leur plus mauvais classement est une 137e place en octobre 2008.
| Année                | 1993 | 1994 | 1995 | 1996 | 1997 | 1998 | 1999 | 2000 | 2001 | 2002 | 2003 | 2004 | 2005 | 2006 | 2007 | 2008 | 2009 | 2010 | 2011 | 2012 | 2013 | 2014 | 2015 | 2016 | 2017 | 2018 | 2019 | 2020 | 2021 | 2022 | 2023 | 2024 |
| -------------------- | ---- | ---- | ---- | ---- | ---- | ---- | ---- | ---- | ---- | ---- | ---- | ---- | ---- | ---- | ---- | ---- | ---- | ---- | ---- | ---- | ---- | ---- | ---- | ---- | ---- | ---- | ---- | ---- | ---- | ---- | ---- | ---- |
| Classement mondial   | 109  | 119  | 129  | 102  | 100  | 90   | 70   | 67   | 83   | 60   | 68   | 81   | 76   | 106  | 124  | 119  | 102  | 82   | 57   | 86   | 94   | 84   | 93   | 116  | 89   | 96   | 103  | 109  | 107  | 109  | 122  | 123  |
| Classement en Europe | 36   | 42   | 47   | 40   | 39   | 38   | 37   | 34   | 35   | 33   | 34   | 33   | 36   | 43   | 47   | 45   | 44   | 40   | 31   | 39   | 41   | 38   | -    | -    | -    | -    | -    | -    | -    | -    | -    | -    |

| Légende du classement mondial : Légende du classement européen : | - de 1 à 99 - de 1 à 15 | - de 100 à 149 - de 16 à 30 | - de 150 à 205 - de 31 à 54 |